# Zodiac Maritime

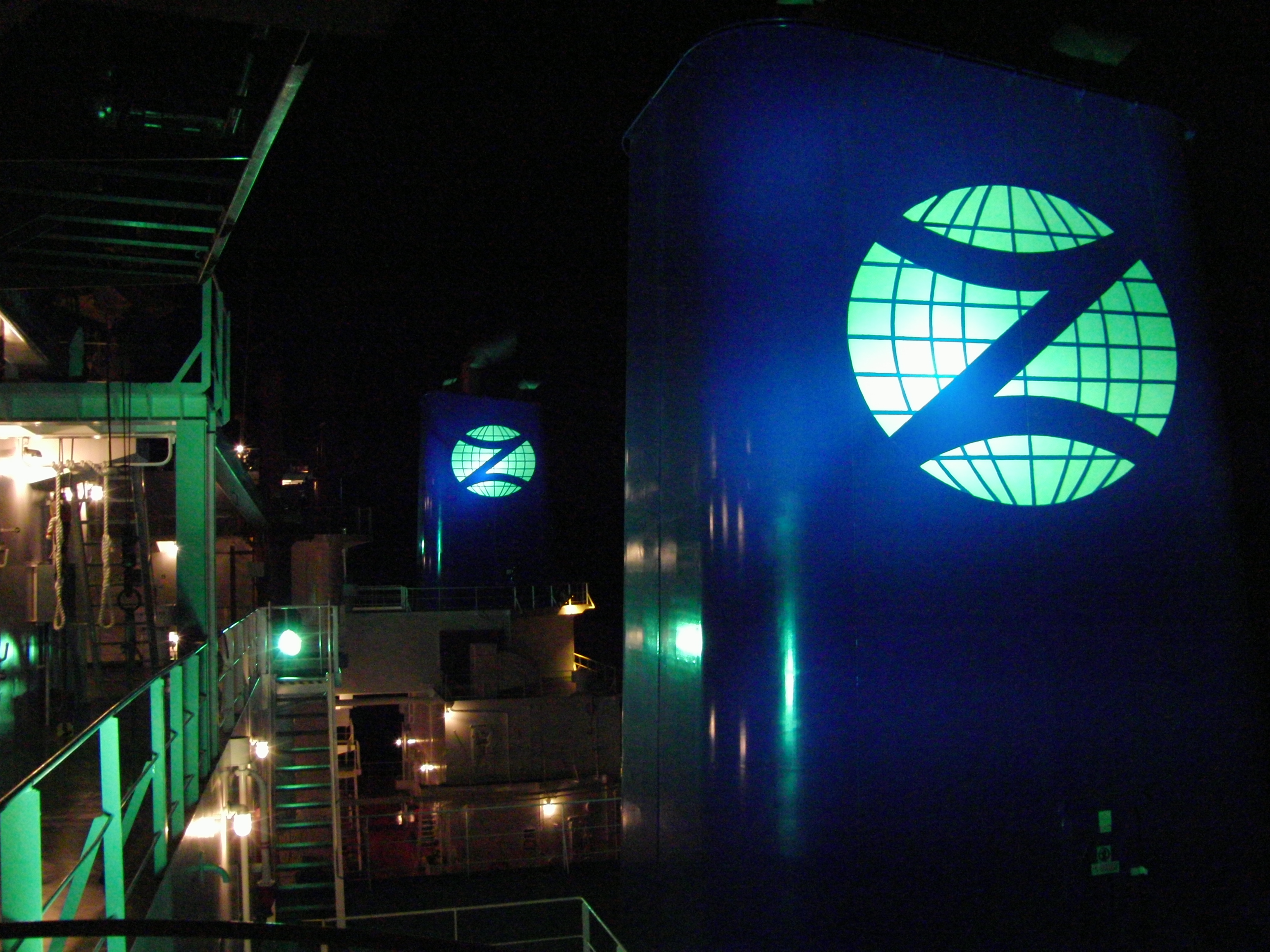
Schornsteinmarke von Zodiac Maritime

Die Zodiac Maritime Limited ist ein Schifffahrtsunternehmen mit Sitz in London. Zodiac Maritime ist Teil der Unternehmensgruppe Ofer Global und zählt mit über 180 Schiffen zu den großen Reedereien und Bereederungsunternehmen.

## Unternehmen
Das Unternehmen wurde 1976 als Zodiac Maritime Agencies Limited gegründet und 2015 in Zodiac Maritime Limited umbenannt. Zodiac Maritime arbeitet als eigenständige Reederei, bereedert technisch und operativ Schiffe im Auftrag Dritter und befasst sich darüber hinaus als einer der weltweit größten Non-operating owner. Zodiac betreibt Bemannungsdienste, die Emission von Schiffs- und Immobilienbeteiligungen und übernimmt Bauaufsichten bei Schiffsneubauten. Neben dem Hauptsitz in London werden Büros an den Standorten Shanghai, Tokio und Mumbai geführt.